# South Kensington Station
South Kensington Station er en London Underground-station i Kensington, Vestlondon. Den betjenes af District, Circle og Piccadilly lines. På District og Circle lines ligger stationen mellem Gloucester Road og Sloane Square, og på Piccadilly line ligger den mellem Gloucester Road og Knightsbridge. Den ligger i takstzone 1. Den primære stationsindgang er beliggende i krydset mellem Old Brompton Road, Thurloe Place, Harrington Road, Onslow Place og Pelham Street. Der er en mindre indgang beliggende på Exhibition Road, hvorfra der er adgang til Natural History Museum, Science Museum og Victoria and Albert Museum gennem en gangtunnel. I nærheden ligger også Royal Albert Hall, Imperial College London, Royal College of Music, Goethe-instituttets London-afdeling og Ismaili Centre.
Stationen er to-delt:
- Perroner i afgravning, der blev åbnet i 1868 af Metropolitan Railway og Metropolitan District Railway, som en del af selskabernes forlængelse af Inner Circle-ruten mod øst fra Gloucester Road til Westminster.
- Dybtliggende perroner, der blev åbnet i 1906 af Great Northern, Piccadilly and Brompton Railway.

Banen i afgravning har været betjent af en varieté af både Underground- og fjerntogsbetjeninger gennem tiden, hvorved sporene er blevet modificeret flere gange for at leve op til driftskravene. Den nuværende opsætning har været siden 1960'erne. De dybtliggende perroner har lagt stort set uændret, bortset fra opsætningen af rulletrapper i erstatning for elevatorer i 1970'erne, hvorved skiftemulighederne mellem stationens to dele blev forbedret. Dele af afgravningsstationen og gangtunnelen i Exhibition Road er fredet.

## Historie

### Afgravningsstation
Stationen blev åbnet den 24. december 1868 af Metropolitan Railway (MR, senere Metropolitan line) og Metropolitan District Railway (MDR, senere District line). MR havde tidligere åbnet en forlængelse fra Praed Street (nu Paddington) til Gloucester Road den 1. oktober 1868, og åbnede sporene til South Kensington for at opnå forbindelse til MDR, da MDR åbnede den første del af deres bane til Westminster. Den oprindelige South Kensington Station er tegnet af MR's ingeniør John Fowler og havde to perronspor, selv om det var hensigten, at disse skulle suppleres som MDR's betjening blev forlænget.
Den 1. august 1870 åbnede MDR yderligere spor mellem Gloucester Road og South Kensington. Den 10. juli 1871 åbnede MDR sine enge faciliteter på South Kensington. Den forstørrede station havde to gennemkørende spor for hvert selskab og et vendespor for MR-tog fra vest. Sammenfletningen mellem de to selskabers spor blev også flyttet fra den vestlige side af stationen til den østlige side.
Den 1. februar 1872 åbnede MDR en nordgående afgrening fra sin station ved Earl's Court for forbindelse til West London Extension Joint Railway (WLEJR, nu West London Line), hvilket der var forbindelse til ved Addison Road (nu Kensington (Olympia)). Fra denne dag begyndte "Outer Circle"-tog at køre på MDR's spor. Betjeningen blev kørt af North London Railway (NLR) fra sin endestation på Broad Street (nu nedrevet) i City of London via North London Line til Willesden Junction, herfra West London Line til Addison Road og MDR til Mansion House – MDR's nye østlige endestation.
Fra 1. august 1872 begyndte "Middle Circle"-tog også kørsler gennem Westminster fra Moorgate langs MR's spor på den nordlige side af Inner Circle til Paddington, herfra på Hammersmith & City Railway (H&CR)-spor til Latimer Road, videre, via en nu fjernet forbindelse, til West London Line til Addison Road og MDR til Mansion House. Betjeningen blev kørt i fællesskab mellem H&CR og MDR.
Den 4. maj 1885 åbnede MDR en gangtunnel fra stationen under hele Exhibition Road, hvorfra der var overdækket adgang til de nybyggede museer for en afgift på 1 penny. Selvom det havde kostet £42.614 at anlægge tunnelen (cirka £3,41 mio. i dag), blev den lukket den 10. november 1886 og efterfølgende kun åbnet ved specielle begivenheder på museerne. I 1890 tilbød South Kensington and Paddington Subway (SK&PS), en foreslået cut-and-cover-jernbane mellem South Kensington og Paddington Stationer, at købe den ubenyttede gangtunnel for at bruge den, som første del af deres tunnel. Med en bredde på 5,5 m og en højde på 3,4 m kunne tunnelen uden problemer have plads til to spor, men SK&PS's kontroversielle plan med at udgrave en grøft gennem Hyde Park blev mødt med modstand og selskabet trak deres lovforslag tilbage i marts 1891. MDR fortsatte med at åbne gangtunnelen af og til, og krævede betaling indtil 1908, hvor den blev åbnet permanent og uden opkrævning. Den 30. juni 1900, blev Middle Circle-togene indstillet mellem Earl's Court og Mansion House, og den 31. december 1908 blev Outer Circle-togene forkortet til Earl's Court. I 1907 åbnede den nuværende indgang med tilhørende butiksarkade efter et design af George Sherrin.
I 1949 kørte Metropolitan line Inner Circle-ruten, og den fik sin egen identitet på netværkskort som Circle line. I juni 1957 blev vendesporet taget ud af drift og sporkassen blev fyldt op for at forbinde de to ø-perroner. Det østgående MR-spor (spor 1) og det vestgående MDR-spor (spor 4) blev taget ud af drift i henholdsvis januar 1966 og marts 1969. Selve sporene blev også fjernet og perronen på spor 4 blev efterfølgende revet ned i begyndelsen af 1970'erne for at skabe rulletrappeadgang til Piccadilly line. Den breddere ø-perron betjenes nu af District og Circle lines i begge retninger. Efter lukningen af spor 1 og 4, er spor 3 blevet omnummereret til spor 1. Med den nuværende opsætning kører togene i den modsatte retning i forhold til det oprindelige layout. Stationens indgang og butikker, de murede støttevægge og Exhibition Road-gangtunnelen er fredede anlæg.

### Dybtliggende station
I begyndelsen af det 20. århundrede var MDR blevet forlænget til Richmond, Ealing Broadway, Hounslow West og Wimbledon mod vest og til New Cross Gate mod øst. Den sydlige del af Inner Circle havde betydelige kapacitetsproblemer mellem South Kensington og Mansion House, hvor MDR i gennemsnit kørte 20 tog i timen, og endnu mere i myldretiderne.
For at løsne trængslen planlagde MDR en dybtliggende ekspresbane fra en forbindelse til deres afgravningsspor vest for Gloucester Road og til Mansion House. Tunnelerne skulle ligge omkring 18-21 m under den eksisterende afgravningsrute med kun ét mellemliggende stop på Charing Cross (nu Embankment). Parlamentet godkendte projektet i 1897, men der blev aldrig udført nogle arbejder. I 1898 overtog MDR Brompton and Piccadilly Circus Railway (B&PCR), som havde planlagt en rute fra South Kensington til Piccadilly Circus. Ruten blev modificeret, så den fik forbindelse til MDR's dybtliggende rute på South Kensington.
Efter MDR blev opkøbt af Underground Electric Railways Company of London i 1902, blev de planlagte MDR og B&PCR-linjer koblet sammen med en tredje foreslået rute fra Great Northern and Strand Railway. Den dybtliggende MDR-rute blev revideret i den vestlige ende, så den fortsætter til Earl's Court og kommer over jorden øst for Barons Court.
De dybtliggende perroner blev åbnet den 15. december 1906 af Great Northern, Piccadilly and Brompton Railway (GNP&BR, nu Piccadilly line), der kørte mellem Finsbury Park og Hammersmith. Perronsporene er placeret med det østgående ovenpå det vestgående, og blev oprindeligt betjent med elevatore fra gadeniveauet. Østgående GNP&BR-tog og MDR-tog ville have delt perron, og de to ruter ville dele sig i en udfletning umiddelbart øst for stationen. Vestgående tog ville have haft separate perroner på det lavere niveau, og ruterne ville flette sammen vest for stationen. Selvom anlægget af MDR's rute øst for South Kensington var blevet udskudt, blev en 37 m lang sektion af den vestgående MDR-perron bygget sammen med de to til GNP&BR-brug. Selvom den var afskåret fra resten af stationen, blev den forbundet til elevatorlobbyen og blev belagt med fliser, der matchede de andre perroner. Der blev anlagt forstørrede tunnelsektioner for ud- og sammenfletningerne, hvilket stadig kan ses fra togene, der bruger tunnelerne. Leslie Green tegnede en ny overfladebygning på Pelham Street for elevatorerne i GNP&BR's karakteristiske okseblodsrøde, glaserede terracottafacade.
Den ubenyttede vestgående tunnel blev benyttet under 1. verdenskrig til at opbevare kunst fra Victoria & Albert Museum og porcelæn fra Buckingham Palace. Fra 1927 til 1939 blev den benyttet som signalskole. Under 2. verdenskrig opbevaredes udstyr til at detektere bomber, der faldt ned i Themsen, som måtte kræve at nødsluserne til tunnelerne under floden blev lukket.
I begyndelsen af 1970'erne blev elevatorerne til Piccadilly line-perronerne udskiftet med rulletrapper. Et par blev opført mellem billethallen og et nyt mellemliggende niveau, hvor den møder en forbindelsestunnel til Circle og District lines-perronerne. Der blev også opført tre rulletrapper herfra til en lavere forhal mellem niveauerne for de to Piccadilly line-perroner. Herfra er der trapper op og ned til selve perronerne. Trapperne og passagen til de vestgående perroner er beliggende i den ubenyttede MDR-tunnel. Efter indsættelsen af rulletrapper blev GNP&BR-stationbygningen taget ud af brug.

## Fremtid
Mange stationer på Circle line, som oprindeligt blev anlagt i åbne afgravninger, har været udsat for salg af luftrettighederne, hvorved afgravningerne er blevet lukket med et tag og med bygninger overpå. South Kensington Station og de tilstødende butikslokaler fulder en grund på omkring 0,77 ha og siden 1989 har der været flere forslag om ombygning af stationen og grunden uden succes. I juli 2009 undersøgte arkitekterne John McAslan and Partners udviklingsmulighederne for Transport for London og foreslog et program med blandet brug, hvor stationens eksisterende indgange, arkade og tilstødende butikker blev bevaret, og med en ny boligblok over billetkontoret og boligbebyggelse langs Pelham Street og ved Thurloe Square for enden af stationen. Billethallen ville blive forstørret og perronerne ville forblive i åben luft.

## Betjeninger
Stationen ligger i takstzone 1. På District og Circle lines er stationen mellem Gloucester Road og Sloane Square, og på Piccadilly line er den mellem Gloucester Road og Knightsbridge. South Kensington er den østligste skiftestation mellem disse tre linjer. Togenes frekvenser varierer gennem dagen, men generelt kører District line-tog hvert 2. til 6. minut fra cirka 05:15 til 00:30 mod øst og fra 05:45 til 00:45 mod vest; disse suppleres af Circle line-tog hvert 8. til 12. minut fra cirka 05:30 til 00:30 med uret rundt og fra 05:40 til 00:15 mod uret rundt. Piccadilly line-tog kører hvert 2. til 6. minut fra cirka 05:40 til 00:25 mod øst og fra 05:50 til 00:40 mod vest.

## Transportforbindelser
London buslinjer 14, 49, 70, 74, 345, 360, 414, 430, C1 og natlinjerne N74 og N97 betjener stationen.